# Arlit
Arlit er en industriby og hovedstad i departementet  Arlit i regionen Agadez i det nordlige-centrale Niger, og ligger mellem Saharaørkenen og den østlige kant af Aïrbjergene; Det er 200 kilometer syd for grænsen til Algeriet. I 2012 havde kommunen en samlet befolkning på 79.725 mennesker.

## Uranindustrien
Byen blev grundlagt i 1969 efter opdagelsen af uran og er vokset omkring mineindustrien, blev udviklet af den franske regering. To store uranminer, ved Arlit og den nærliggende Akouta er  åbne miner. En åben mine blev anlagt i 1971 af Nigers nationale mineselskab, SOMAIR. Den anden åbne mine, såvel som en tredje underjordisk mine, blev bygget af den franske Compagnie Minière d'Akouta (eller COMINAK). Al malmen fra begge forarbejdes og transporteres nu af det franske selskab Orano Cycle, et holdingselskab under Orano-gruppen, der selv er en statsejet virksomhed under det franske Commissariat à l'énergie atomique (CEA). Det franske atomkraftværk, såvel som det franske atomvåbenprogram, er afhængigt af uranen, der udvindes ved Arlit. Alene Orano Cycle beskæftiger 1600 udenlandske statsborgere på stedet. 

## Militærbase
USA har  siden omkring 2015 drevet en militærbase i Arlit.